# Diga di Maruyama
La diga di Maruyama (丸山ダム?, Maruyama damu) è una diga al confine tra Mitake e Yaotsu, nella prefettura di Gifu, in Giappone. Fu costruita sul tratto superiore del sistema del fiume Kiso. È una diga a gravità alta 98,2 m e lunga 260 m. Fu realizzata dopo la Seconda guerra mondiale come parte di un vasto piano nazionale di costruzione di dighe.

## Area circostante
La gola di Sosui (蘇水峡?, Sosui-kyō) fu formata dal completamento della diga. Insieme alla gola di Ena più a monte, l'area fa parte del parco seminazionale di Hida-Kisogawa.

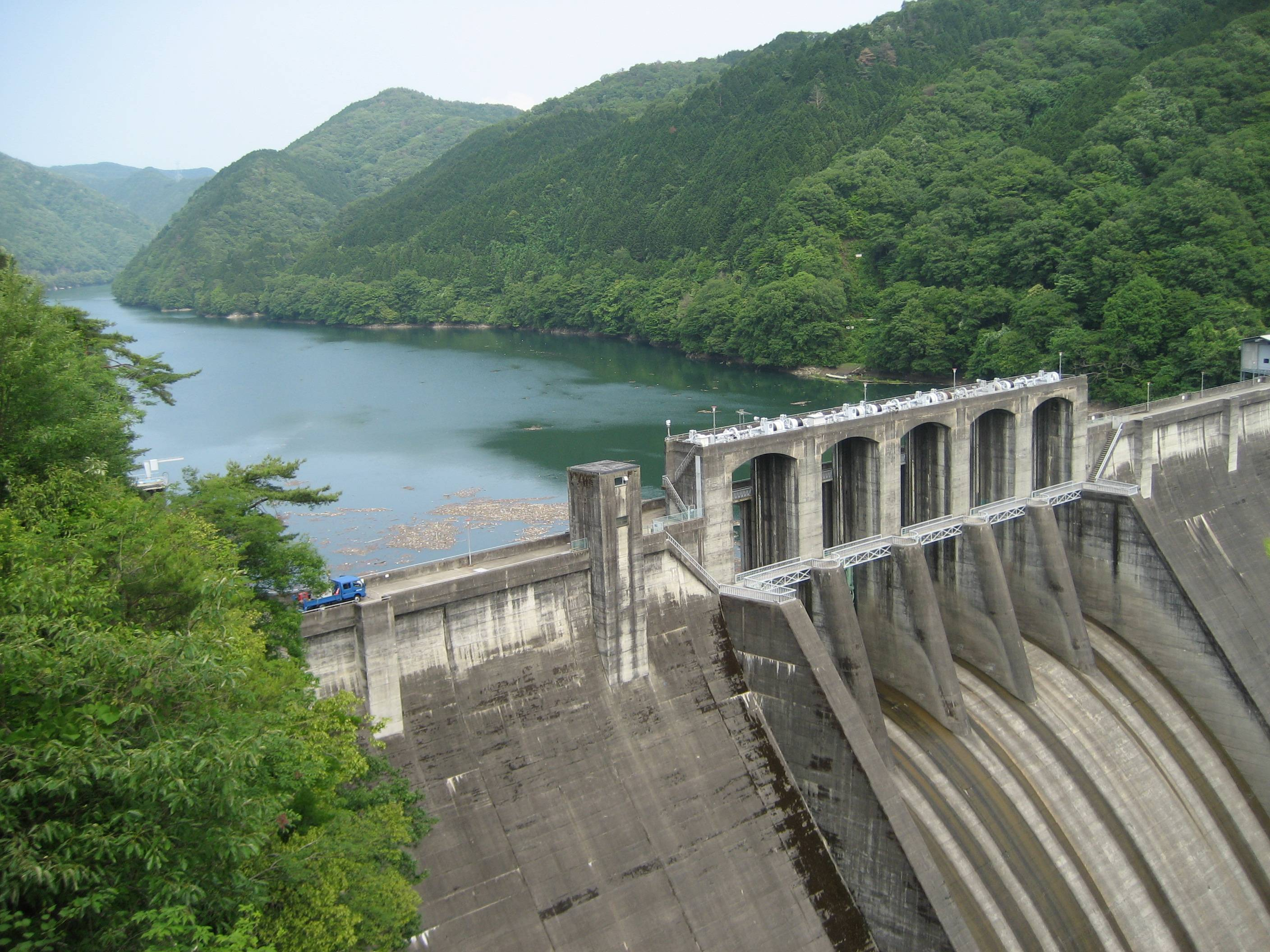
La diga di Maruyama con la gola di Sosui dietro di essa